# ソ連による原子爆弾開発計画
ソ連による原子爆弾開発計画（ソれんによるげんしばくだんかいはつけいかく、Проект разработки советской атомной бомбы, プライェクト・ラズラボートケ・サヴィエツカヤ・アータムヌイ・ボンベ）は、第二次世界大戦中および戦後に核兵器を開発する目的で、ヨシフ・スターリン(Иосиф Сталин)が承認した機密扱いの研究開発計画であった。
ソ連の科学界においては、1930年代を通じて原子爆弾の製造・開発の可能性について議論が行われていた。1939年までに、多くの国の専門家は、核爆弾の製造の可能性に気付いていた。しかし、彼らの中には、これは遠い将来の問題である、と考えている人もいれば、道徳的な側面を考慮し、物事を進めたくない、と考えている人、「神はそのような行為をお許しにならない！」と宣言した人たちもいた。1940年の時点で、充分な量のウランがあれば、ウランを用いた核連鎖反応により、強大な破壊力を秘めた爆発を起こせる爆弾を製造できる可能性があった。ロシアの物理学者、ゲオルギー・フリョーロフ(Георгий Флёров)は、1942年4月にスターリンに宛てた手紙の中で、絶大な破壊力を持つ兵器の製造計画を開始するよう促した:78–79。
ソ連による核兵器製造計画は、物理学者のイーゴリ・ヴァシーリエヴィチ・クルチャートフ(Игорь Васильевич Курчатов)による指導のもとで、1943年に本格的に始まった。1942年、アメリカ合衆国が原子爆弾開発計画「マンハッタン計画」(The Manhattan Project)を開始すると、ソ連はアメリカに工作員を送り込み、彼らが収集した情報と報告書に頼るようになった。ナチス・ドイツとの戦いで多くの同情を集めたことにより、ソ連の諜報活動は功を奏した。マンハッタン計画を進めるにあたり、アメリカは原子爆弾製造計画についてドイツと日本に対して秘密にしており、原爆投下の情報がソ連には伝わらないよう努めた。ドイツとの戦争において、ソ連はイギリスとアメリカの同盟国ではあったものの、依然として抑圧的な独裁国家であり、将来において潜在的な仮想敵国であった。ソ連の放った諜報員は、諜報活動で得た情報をロシアに送り、ソ連の原子爆弾開発は加速した。原子爆弾開発の理論における核分裂反応を発見したのはドイツ人であった。科学の進展の噂はまもなく世界中に広まった。核連鎖反応の科学的根拠は、知識のある物理学者であれば理解できるものであった。ドイツは独自の原子爆弾計画を練り、アメリカ国内に大規模な諜報工作網を構築しようとした。しかし、ドイツの放った諜報員の多くはすぐに捕えられた。ドイツの物理学者たちは、イギリスかアメリカ、あるいはその両国で原子爆弾開発計画が進められているのではないか、と疑ったが、マンハッタン計画に侵入することはできなかった。ソ連はドイツ人の科学者を捕らえ、ソ連の原子爆弾開発計画に参画させ、諜報員から送られてくる情報に頼っていた:242–243。
広島と長崎に原子爆弾が投下された事実を受けて、スターリンは原子力の研究開発を促進する突貫計画に全力を挙げて取り組むよう指示を出した。1946年12月25日、ソ連の科学者たちは最初の核連鎖反応に成功した。その後の2年間で、プルトニウムの製造とウランの分離作業において困難に直面した。1948年の秋、彼らは初めて原子炉の稼働に成功した。
1949年8月29日午前7時、ソ連初の核実験「РДС-1」が、カザフスタンのセミパラチンスク核実験場で実施された。この時点でのソ連の計画においては、いかなる犠牲を払ってでも、ソ連の原子爆弾の開発を可及的速やかに成功させることに重点が置かれていた。ラヴレンチー・ベリヤ(Лавленчи Берия)によれば、この起爆装置は、1945年8月9日、アメリカ軍が長崎市に投げ落としたプルトニウム型原子爆弾『Fat Man』の設計を正確に再現したものであるという。核実験で起こった核爆発について、アメリカの分析者たちは「ヨシフ・スターリン」の名前を暗示する形で「Joe-1」の暗号名で表現した。1949年9月23日、合衆国大統領官邸は「数週間前、ソ連で核爆発が起こったことを示す証拠を掴んだ」と発表した。
1949年以降、ソ連は核兵器の製造と実験を続けてきた:840。核兵器の実装は、世界におけるソ連の地位を誇示し、維持するためにも極めて重要な要素であった。
1949年から1990年にかけて、ソ連は合計969回の核実験を実施した。
1993年、ロシアの核物理学者で原子力大臣を務めていたヴィークトル・ニキータヴィチ・ミハイロフは、1986年の時点で「ソ連は45,000発の核弾頭を備蓄していた」と明らかにした。その10年後、ミハイロフは、これらの核弾頭のほぼ半分が解体された趣旨を述べた。1966年の時点で、アメリカは核弾頭を32,040発、ロシアは7,089発保有していた。その後、アメリカは核弾頭の数を徐々に減らしていったが、ロシアはその数を増やした。1986年の時点で、ロシアは45,000発、アメリカは24,401発保有していた。
ハリー・S・トルーマン(Harry S. Truman)は、合衆国国家安全保障会議にて、アメリカの冷戦政策について再検討を命じた。1950年の初頭に発行された、大統領に宛てた評議会の報告書の内容は、軍事支出の大幅な増加、水素爆弾の製造と実験の加速を要請するものであった。トルーマンは、10メガトンの破壊力を持つ水素爆弾の開発を認可した。1950年代の初頭、アメリカが水爆開発計画を開始すると、ソ連もそれに追随する形で独自の水爆開発計画を開始し、1953年までにソ連はアメリカに追い付いた。1961年、ジョン・F・ケネディ(John F. Kennedy)が大統領に就任すると、アメリカのミサイル戦力はさらに拡大することになった。1962年10月のキューバ危機において、世界は核戦争の瀬戸際に立たされた。国防長官のロバート・マクナマラ(Robert Mcnamara)は、「相互確証破壊戦略」(Mutually Assured Destruction)を発表した。
ニキータ・フルシチョフ(Никита Хрущёв)は、回顧録の中で以下の記述を残している。
「『かつてケネディ大統領はこう言っていました...アメリカはソ連を二度殲滅できるだけの核ミサイル能力を保持している。ソ連はアメリカを一度だけ殲滅できる原子爆弾を保有している、と』...報道記者が尋ねてきた際、私は冗談めかしてこう答えた。『ああ、ケネディの主張なら知っているし、彼の言っていることは事実だ。別に文句を言いたいわけじゃあない。我々としては、初戦でアメリカを参らせることができて満足しているのだよ。一度で充分さ。一つの国を二度も滅ぼしてどうするのかね？ 我々は血に飢えた民族ではないのだ」

## 初期の取り組み

### 背景
1910年の時点で、ロシアの科学者たちは放射性元素に関する研究を行っていた:44:24–25
1917年のロシア革命、その後のロシア内戦を経て、ロシアの科学者たちは1930年代までにソ連における物理学研究の進捗に向けて努力を続けてきた:35–36
1905年、ロシアの鉱物学者、ヴラジーミル・イヴァーノヴィチ・ヴェルナーツキー(Владимир Иванович Вернадский)は、ロシアにおけるウラン鉱脈の探査の実施を何度も呼びかけたが、これに耳を傾ける者はいなかった:37
1922年、ペトログラードにて、金属元素のひとつであるラジウムの研究所が開設され、研究の産業化が始まると、複数の組織団体から資金が提供された:44。ロシアの物理学者たちは、アーネスト・ラザフォード(Ernest Rutherford)が運営するキャヴェンディッシュ研究所(The Cavendish Laboratory)にて、1920年代から1930年代にかけて、ヨーロッパの物理学者とともに原子物理学の進歩に関する共同研究を行っていた。ゲオルギー・アントーノヴィチ・ガモフ(Георгий Антонович Гамов)やピョートル・レオニードヴィチ・カピッツァ(Петр Леонидович Капица)もここで調査研究を行っていた:36
核物理学の進歩に向けた影響力のある研究は、ソ連国内の複数の専門学校におけるさまざまな研究計画に出資したレニングラード物理技術研究所の所長、アブラム・フェドローヴィチ・ヨッフェ(Абрам Федорович Иоффе)が主導した:36
イングランドの物理学者、ジェイムス・チャドウィック(James Chadwick)は中性子を発見した。ジョン・コッククロフト(John Cockcroft)とアーネスト・ウォルトン(Ernest Walton)は、原子破壊機(Cyclotron)を100万電子ボルトのエネルギーで作動させ、原子核の分裂に成功した:36–37
革命と内戦による国内の大変動により、自国の科学の発展に対する関心は薄まりつつあった。ロシアの物理学者たちは、自国の科学の発展のための陳情活動を実施した:36–37
それ以前の研究においては、ラジウムの医学的および科学的探査が中心であった。ウフタにある油田の掘削孔内水から回収できるため、ラジウムは供給可能であった:37
1939年、ドイツの化学者、オットー・ハーン(Otto Hahn)は、ウランを中性子で分裂させ、より軽い元素であるバリウムを生成する核分裂の発見について報告した。オットー・ハーンによるこの報告は、ロシアとアメリカの科学者の間で、「そのような核反応は軍事的に重要な意味を持つ可能性がある」との認識をもたらした:20
この発見は、ロシアの物理学者の感情を掻き立てた。この時点で、原子爆弾の製造の可能性については多くの人々が懐疑的であり、研究者らは発電目的の核分裂反応に関する研究に着手した:25
1940年、ヤーコフ・イリイチ・フリェンケル(Яков Ильич Френкель)は、核分裂の過程における原子核結合エネルギーの運動学に関連する連続体力学(Continuum Mechanics)についての理論計算を実施した:99
フレデリック・ジョリオ＝キュリー(Frédéric Joliot-Curie)は、「核分裂が一回起こるごとに、1 - 3個の中性子が放出された」と結論付けた。その数日後、ゲオルギー・フリョーロフとレフ・イリイチ・ルシノフもほぼ同様の研究結果を発表した:63:200
ナチス・ドイツによる侵攻前夜の時点で、ソ連には大規模な開発計画に向けての組織の存在や政府からの支援が不足していた。核の持つ能力についての理解や理論核物理学(Theoretical Nuclear Physics)における多くの科学的成果にもかかわらず、ソ連にはそれを兵器に応用する技術と能力が不足しており、1941年の時点では核爆弾を製造する準備ができていなかった。

### 核兵器製造開発計画の加速

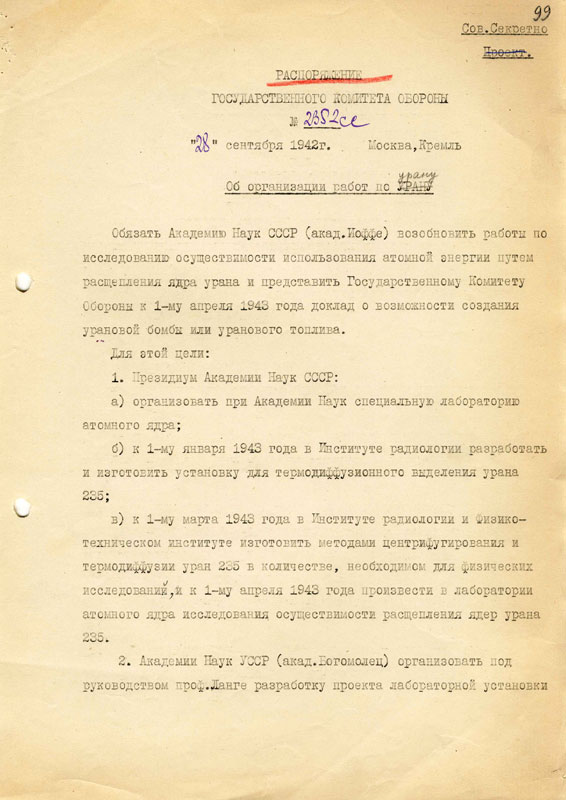
「ウランに関する研究の組織化について」（1942年）

1938年、ドイツ人の科学者が核分裂反応を発見した。この知らせに対し、ソ連の物理学者は細心の注意を払った。1939年を通じて、ソ連の物理学者は、オットー・ハーンとフリッツ・シュトラスマン(Friedrich Strassmann)がベルリンで行った核分裂実験の再現を試みた。ソ連の物理学者は「核連鎖反応は、どのような条件を満たすことで起こるのか」についての測定と計算を実施した。1941年6月、ナチス・ドイツがソ連に侵攻すると、ソ連における核物理学の研究は中断された。
ロシアの科学者による陳情活動を受けて、ソ連政府は「ウラン問題」に取り組むようになり、核連鎖反応と同位体分離の可能性について調査するための委員会を設置した:33 が、ドイツがソ連に侵攻したことにより、無意味なものとなった:114–115:200
ソ連の核兵器開発計画について、研究者が発表する論文は公有財産として学術雑誌に継続的に掲載されており、研究の多くは機密扱いではなかった:33
ロシアの物理学者の原子力の知識に対し、スターリンは関心を示さなかった:xx
1939年までに、多くの国の専門家は、核爆弾の製造の可能性に気付いていた。しかし、彼らの中には、これは遠い将来の問題である、と考えている人もいれば、道徳的な側面を考慮し、物事を進めたくない、と考えている人、「神はそのような行為をお許しにならない！」と宣言した人たちもいた。
ゲオルギー・フリョーロフは、ドイツ、イギリス、アメリカの科学者が、原子力の科学に関する論文の発表を止めた趣旨を指摘した:230
西洋の物理学雑誌が核分裂を扱う論文を掲載しなくなったことに気付いたフリョーロフは、「アメリカは密かに爆弾を製造しているに違いない」と確信し、スターリンに書簡を送った。
アブラム・ヨッフェの研究所は、レニングラードからタタールスタンのカザンに移設された。戦時中の研究計画においては、レーダーと船舶の対機雷防護に次ぐ形で、「ウラン爆弾」計画が三番目に位置づけられた。イーゴリ・クルチャートフはソ連海軍の機雷の作業に従事するため、カザンからムルマンスクに移動していた。
1941年10月、ピョートル・レオニードヴィチ・カピッツァは「核エネルギーの発見はドイツとの戦争に役立つ可能性があり、ウラン爆弾製造の可能性については見込みがある」と述べた。ソ連の指導部は、アメリカとドイツが原子爆弾の製造・開発に着手した事実を知った。ソ連は、イーゴリ・ヴァシーリエヴィチ・クルチャートフとラヴレンチー・パーヴロヴィチ・ベリヤ(Лаврентий Павлович Берия)が主導する独自の核爆弾開発計画を開始することになる。
1942年4月、ゲオルギー・フリョーロフはスターリンに機密の書簡を二通送り、以下のように綴った。
「国家の命運に関わるほどの結果をもたらします。ソ連において、この研究が無視されてきたという事実の責任を誰に帰すかを判断する必要は無くなるでしょう」:xxx
二通目の書簡はコンスタンチン・アントーノヴィチ・ペトロジャクと共同で記述したもので、それには「ウラン爆弾の製造が遅滞するようなことがあってはなりません」と書かれた:230
これらの書簡を読んだスターリンは、兵役に就いていた物理学者を召集し、工学物理学者のアナトーリイ・ニコラーエヴィチ・アレクサンドロフ(Анатолий Николаевич Александров)
と、核物理学者のイーゴリ・クルチャートフを原子爆弾製造計画の指導者に任命し、計画を承認した:230:xx
ゲオルギー・フリョーロフは、人工元素と熱反応について重点的に研究する核反応研究所をドゥブナに設立した:xx
ソ連国家防衛委員会はこの計画をソ連軍に正式に委任し、戦時中の主要な支援活動はベリヤが監督することになる:114–115
1942年9月28日にソ連国防委員会が発表した政令「第2352сс」　-『ウランに関する研究の組織化について』-　に基づき、クルチャートフ研究所(Курчатовский Институт)がモスクワに設立された。1942年の終わりごろ、クルチャートフはソ連の原子爆弾開発計画の技術責任者に選ばれた。自身の任務の重大さに対して畏怖の気持ちが生じていたクルチャートフであったが、戦線からの要請に反し、爆弾の有用性については確信が持てずにいた。
1943年2月11日、スターリンは、ソ連で原子爆弾製造作業を開始する決定に署名した。ソ連国防委員会は、原子爆弾製造作業の開始に関する政令「第2872сс」　-『ウラン研究の開発を成功させるための措置について』-　を発表し、原子爆弾製造作業を開始する布告を採択した。1943年4月12日、ソ連科学協会第一副会長、アレクサンドル・アレクサンドロヴィチ・バイコフは、ソ連科学協会第二研究所の創設に関する命令に署名し、イーゴリ・クルチャートフがその所長に任命された。
1945年、サロフにて、ヤーコフ・ボリーソヴィチ・ジェルドーヴィチ(Яков Борисович Зельдович)とユーリイ・ボリーソヴィチ・ハリトン(Юлий Борисович Харитон)による主導で「Арзамас-16」（「アルザーマス16」）と名付けられた核兵器の生産施設が設立された:117–118
取り組みは加速度的に進められたが、ウランを使った爆弾製造の取り組みはロシアの科学者にとって絶望的であるように見えた、と記述した歴史家もいる:117–118
イーゴリ・クルチャートフもウラン型爆弾の完成には疑問を抱いていたが、ソ連内務人民委員部から研究資料が届いたのち、プルトニウムを組み込んだ爆弾の開発を進めた:117–118
プルトニウムは自然界には存在しない物質であり、ウラン238に中性子を照射することにより、人工的に生成する必要がある。兵器に転用できるほどの量のプルトニウムを生成するには、大量のウランを強力な中性子束で長時間照射する必要がある。この過程を最も簡単に実行するには、制御された連鎖反応の枠組みで行うことであり、それには原子炉が必要である。
1946年4月9日、ソ連閣僚評議会は「КБ-11」（「設計局-11」）を創設した。この組織は、プルトニウムで起爆する核兵器の設計図の作成に取り組んだ:2–5
1946年6月21日、ソ連閣僚評議会は、プルトニウムおよびウラン235を基盤とする二つの原子爆弾の製造に関する政令を発表した。この政令は、プルトニウム型の航空爆弾を1948年3月1日までに、ウラン235を組み込んだ航空爆弾を1949年1月1日までに完成させるように、との指令であった。
クルチャートフ研究所には、研究用の原子炉「Ф-1」が建設された。1946年10月25日、この原子炉は初めて臨界状態を迎えた:2–5
1946年12月25日、ソ連はシカゴ・パイル1号(Chicago Pile-1)に似た黒鉛構造で最初の連鎖反応に成功した。その後の二年間で、プルトニウムの製造とウランの同位体分離作業で困難に直面した。
スターリンはクルチャートフに対し、「原子爆弾を年間で100発製造するには、何がどれぐらい必要なのか」と尋ねた。クルチャートフは、装填重量を10㎏と仮定したうえで、230トン分のウランが必要である趣旨を答えた。
原子爆弾を製造するにあたり、ソ連はプルトニウム239とウラン235の工業生産の組織化を目指すことになった。
1928年10月30日、アブラム・ヨッフェが主導してウクライナに創設されたハルキウ物理技術研究所は、ソ連の原子力産業の創設に尽力した科学機関の一つである。

## 組織化と計画運営
1941年から1946年まで、ソ連外務省は原子爆弾開発計画を後押しし、ヴャチェスラーフ・モロトフ(Вячеслав Молотов)がその指揮を執っていた:33。しかし、モロトフは計画の運営者としてはふさわしくないことが判明し、開発は停滞した。ソ連における原子爆弾開発計画は、モロトフ、ベリヤ、ゲオルギー・マレンコフ(Георгий Маленков)、ミハイル・ゲオルギーエヴィチ・ペルヴーヒンのような政府高官が指揮しており、軍人は関わっていなかった:313
広島と長崎に原子爆弾が投下されると、ソ連共産党中央委員会政治局は、核兵器の開発を監督する特別委員会を迅速に設置し、原子爆弾開発計画を主導する立場になった:2–5
1945年8月20日、ヨシフ・スターリンは、ソ連国防委員会による布告「第9887号」に署名し、国防委員会のもとで特別委員会が設置され、原子爆弾の使用に関するすべての作業が管理されることになった。広島と長崎に原子爆弾が投げ落とされた事実を受けて、スターリンは原子力の研究開発を促進する突貫計画に全力を挙げて取り組むよう指示を出した。1945年8月22日、スターリンはラヴレンチー・ベリヤを原子爆弾開発計画の指導責任者に任命した。ユーリイ・ハリトンは以下のように書き残している。
ベリヤは研究領域と動態力学をよく理解していた。ソ連の歴史において、邪悪の象徴として知られるベリヤであるが、仕事に対する彼の取組みと能力は卓越していた。ベリヤに会った科学者たちは、彼の知性・意力・目的意識を認識し、ベリヤが任務を完遂させんとする一流の統率者である点を見出した...—ユーリイ・ハリトン『第一次物理学戦争: 原子爆弾製造の知られざる歴史』1939 - 1949年
新たに設置された委員会では、ゲオルギー・マレンコフが留任し、ソ連閣僚評議会副議長のニコライ・アレクシーエヴィチ・ヴォズニェシェンスキー(Николай Алексеевич Вознесенский)やソ連国防人民委員のボリス・リボーヴィチ・ヴァーンニコフ(Борис Львович Ванников)が計画に参加した。
1946年、イーゴリ・クルチャートフはユーリイ・ハリトンを原子爆弾開発計画の主任科学者に任命した。ハリトンは、原子力の研究・開発・設計・兵器の組み立てを指揮する任務を負い、「Арзамас-16」「Лос-Арзамас」と呼ばれたソ連の秘密核実験施設の場所の選択と設立に携わった。

## ソ連の諜報活動

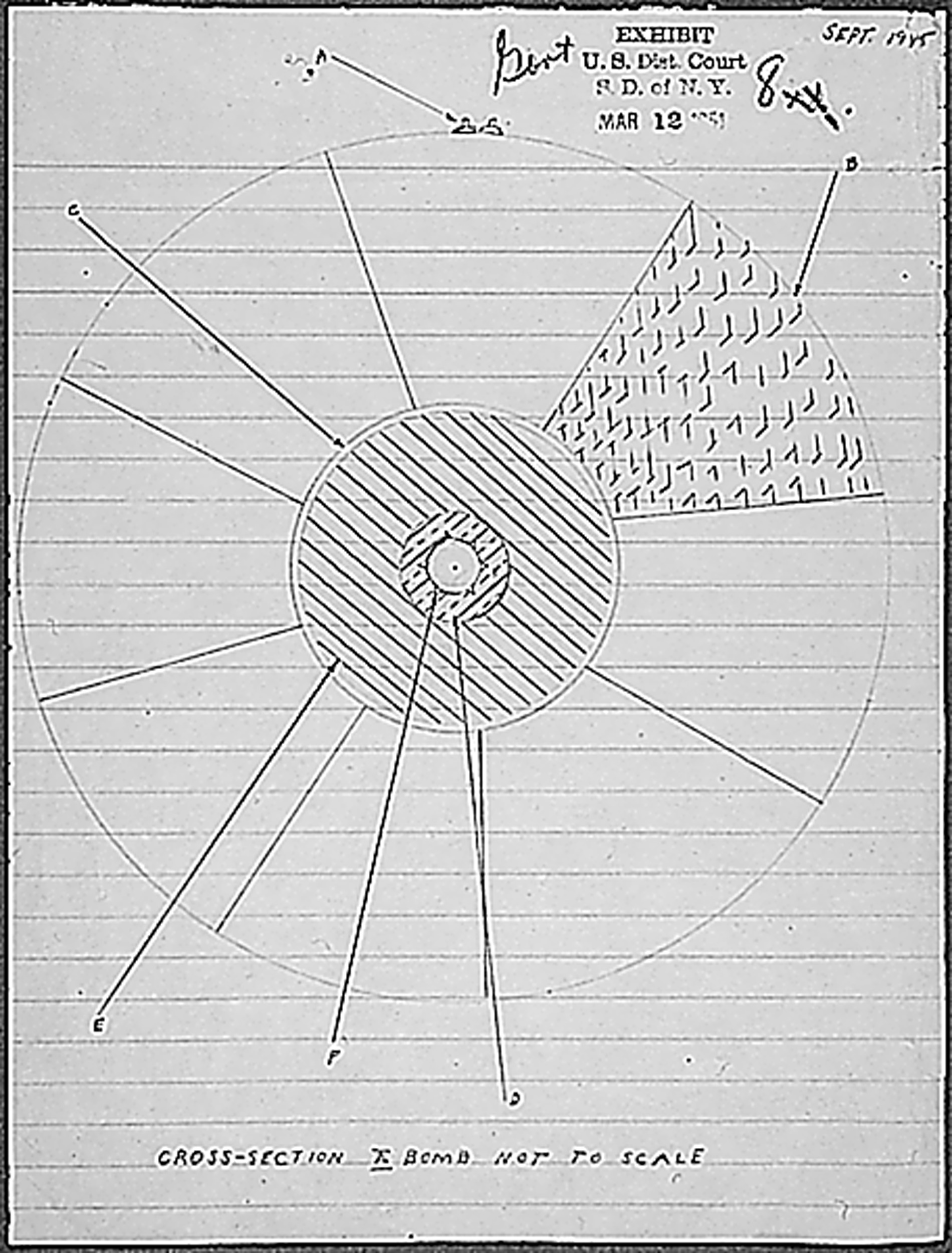
デイヴィッド・グリーングラスが作成した、円形の爆縮型爆弾の見取り図。この輪郭は、1949年8月29日にカザフスタンで実施された核実験「PДC-1」に組み込まれた。

ソ連内務人民委員部は、アメリカとドイツの原子爆弾開発計画に諜報工作員を送り込み、潜入させた（ジョルジュ・コワリも参照）。彼らの諜報活動は、ソ連の核兵器製造開発の達成に貢献した。
物理学者のクラウス・フックス(Klaus Fuchs)は、1941年の終わりごろに初めてソ連の諜報機関に情報を提供した。その後、彼はイギリスの原子力研究に関する情報もソ連に提供した。核兵器の設計に関する詳細な情報をソ連に提供し続けたフックスは最終的に逮捕され、1950年1月にスパイ行為を全て自白した。
共産主義者、あるいは共産思想に共鳴する者の存在を利用した、アメリカ国内におけるソ連の諜報活動網は、アメリカに常駐するロシアの当局者が統制していた。これは1942年から1945年にかけてのソ連の核兵器開発の加速度に大きく貢献した:287–305
ナチス・ドイツがソ連に侵攻し、ソ連がドイツに敗北する可能性に直面した際、ソ連が情報提供者として採用した者たちの機密情報の共有意欲は高まった:287–289
アメリカが『マンハッタン計画』(The Manhattan Project)を開始したあとの1942年9月28日、ソ連国防委員会は、政令「第2352сс」　-『ウランに関する研究の組織化について』-　を採択した。
アメリカで諜報活動に従事していた内務人民委員のセミョーン・マルコヴィチ・セミョーノフは、ハリー・ゴールドを情報提供者として採用した。クラウス・フックスは、諜報活動で入手した核兵器の設計情報をハリー・ゴールドに提供し、ゴールドはソ連のために諜報活動に従事した:289–290
ユリウス・ローゼンベルク(Julius Rosenberg)とその妻・エセル(Ethel Rosenberg)はマンハッタン計画に関与したことは無いが、熱烈な共産主義者であり、産業スパイ活動に関与し、核兵器の設計に関する情報を手に入れると、ソ連に提供していた（ポツダム会談への影響も参照）。彼ら夫婦は「国防に関する情報を外国の政府に提供した」罪により、1953年6月19日、電気椅子で処刑された（ローゼンバーグ事件）。ハリー・ゴールドの証言により、ローゼンベルク夫妻を始め、ソ連に情報を提供した協力者の存在が特定された。
ロシアの化学技術者でのちに諜報員となったレオニード・ロマーノヴィチ・クヴァスニコフは、アメリカにおける諜報活動を調整するため、ニューヨークに移住した。セルゲイ・ニコラーエヴィチ・クルナーコフはサヴィル・サックスから提供された機密情報を入手した。これには、内務人民委員部の対外諜報員、アナトーリイ・アントノーヴィチ・イェツコフが関与していた。イェツコフは、ローゼンベルク夫妻が連絡を取っていた人物の一人でもあった。ソ連に情報を提供していた機械工、デイヴィッド・グリーングラスに対する告訴状には、イェツコフの名前がある。しかし、イェツコフは外交特権を享受し、自身が起訴される4年前にソ連に帰国した。
デイヴィッド・グリーングラスの姉はエセル・グリーングラスであり、エセルは1939年にユリウスと結婚した。デイヴィッド・グリーングラスは、妻のルースを仲介役として原爆に関する機密情報をユリウスに提供し、ユリウスはそれをソ連に提供した。
ソ連の工作員の存在は、1943年にアメリカ陸軍諜報部が開始した「ヴェノナ計画」(Venona Project)により暴露された:54
ラヴレンチー・ベリヤが書き残した覚書によれば、1939年から1945年にかけて、ソ連国家保安人民委員部第一総局の指導部は、566名の諜報員に訓練を施し、外国での諜報任務に就かせたという。
諜報活動のおかげでソ連の原子爆弾の開発は早まった、と考えられている。
内務人民委員部の秘密諜報員、パーヴェル・アナトーリエヴィチ・スドプラートフ(Павел Анатольевич Судоплатов)は、自身の回顧録『Спецоперации. Лубянка и Кремль 1930–1950 годы』（『特別任務：ルビャンカとクレムリン 1930年 - 1950年』）の中で、「イギリス、カナダ、アメリカから得られた情報の質と量は、ソ連における原子力開発計画の組織とその発展において、極めて重要な役割を果たした」と書き残している。

## ウランの生産
原子力産業の主原料であるウラン鉱石は、ソ連国内においては1942年まで採掘されていなかった。1942年11月27日、ソ連国防委員会は、政令第2542сс『ウランの採掘について』を採択した。タジキスタンのタボシャルスキー(Табошарский)は、ウラン鉱石が採掘できる場所であり、ここにウラン鉱山を開発することが決定された。工場の1つは設備が新装され、1943年5月までに40%の濃縮ウランを年間4トン生産するようになった。ウラン鉱石の採掘と濃縮の進歩により、ソ連国防委員会が採択した政令「第3834сс」では、問題の解決に向けて複数の委員会と部門を登録した。これには、タボシャール(Табошар)のウラン鉱山に必要な設備が確実に供給されるようにするために、地質問題に関する委員会、鉄金属、機械製造、石炭、弾薬の人民委員会の設置も含まれる。
1942年11月27日の国防委員会による決議採択から2年が経過しても、ソ連には依然としてウランが無く、中央アジアの荒野にあるウラン鉱山での作業を志願する者はいなかった。1944年の終わりの時点で、ソ連のウラン産業で働いていた人は500人程度であり、彼らの生活施設や技術基盤も存在しなかった。その後、地質学者たちはタジキスタン、ウズベキスタンおよびキルギスとの国境付近で、多くのウラン鉱床を発見した。しかし、これらの鉱床は、レニナバツキー地方にある工場から100 - 450km離れた場所にあった。40%の濃縮ウランを1トン生産するためには、約2000トンのウラン鉱石を工場に持ち込む必要があった。
1944年12月8日、ヨシフ・スターリンは、ソ連国防委員会による政令「第7102сс/оп」『ウラン鉱石の採掘・加工の開発を確保する措置について』を承認した。
ヨーロッパにおいては、ザクセン州、チェコスロヴァキア、フランス、ブルガリアにウラン鉱床があった。アメリカは、ウランがソ連で採掘されていない事実を知っていた。1943年の終わりごろ、ノルウェーにある重水製造工場が爆撃を受けたことにより、ドイツのウラン計画はほぼ完全に停止した。必要なウランが大幅に減ったことにより、連鎖反応の際の中性子の動きを遅くするために重水を使用する原子炉を使っていた。1944年の終わりまでに、第二次世界大戦は核兵器を使わないまま終わるであろう、と考えられていたが、アメリカのマンハッタン計画は中止されなかった。第二次世界大戦の終盤、連合国軍がヨーロッパに上陸した際、アメリカ軍は「原子力特殊部隊」を結成した。その任務は、ドイツにおけるウラン計画に関連するあらゆる機器およびドイツの保有していたウランと重水を押収することにあった。
ソ連の時代、タジキスタンにおいては、ソ連の原子力産業とソ連軍のために、ウラン鉱粗製物を製造し、年間で最大100万トンのウラン鉱石を処理していた。
1945年の終わりまでに、ソ連においてはおよそ10,000トンのウラン鉱石を処理し、濃縮ウランを7トン生産できた。1946年には35,000トンのウラン鉱石が処理された。

## 核実験

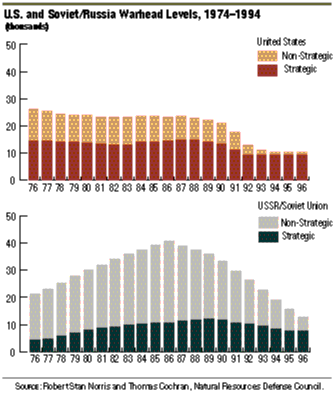
ソ連の保有する核兵器の備蓄量は、1986年にはアメリカのそれを上回った。

1949年8月29日午前7時、ソ連はセミパラチンスクの核実験場にて、「PДC-1」と名付けた核実験を実施し、成功した。この時点でのソ連の計画においては、いかなる犠牲を払ってでも、ソ連の原子爆弾の開発を可及的速やかに成功させることに重点が置かれていた。このときの核実験でソ連が使用した起爆装置は、ラヴレンチー・ベリヤによれば、1945年8月9日、アメリカ軍が長崎市に投げ落としたプルトニウム型原子爆弾『Fat Man』の設計を正確に再現したものであり、1945年7月16日にアメリカが実施した「トリニティ実験」(Trinity Test)で使用されたものと設計が同じであった。この爆弾について、アメリカは「長崎に投下されたものの複製品だ」と断定した。ソ連がこの核実験の実施を発表しなかったのは、ソ連の核施設に対してアメリカが先制攻撃を仕掛けてくるのではないか、とスターリンが恐れたからであった。
1949年9月23日、ワシントンのホワイトハウスは「数週間前、ソ連で核爆発が起こったことを示す証拠を掴んだ」と発表した。ハリー・S・トルーマン(Harry S. Truman)による発表を受けて、ソ連のタス通信は1949年9月24日に声明を発表し、その中で、1947年11月6日にヴャチェスラーフ・モロトフが原子爆弾の秘密について述べた「この秘密はもはや長きに亘って秘密ではなくなっている」を引き合いに出した。この声明が示唆しているのは、ソ連はすでに核兵器を保有しており、自由に使える状態にある、というものであった。タス通信による発表は、核実験の事実について肯定も否定もしていないが、最後に以下の一節が含まれていた。「核兵器は存在するが、ソ連政府はこれの使用を無条件に禁止するという従来の立場を今後も堅持する」
1950年3月8日、ソ連閣僚評議会副議長のクリメント・ヴォロシーロフ(Климент Ворошилов)は、ソ連が独自の核兵器を保有している趣旨を世界に向けて発表した。
1953年8月12日、ソ連は実戦に使用可能な水素爆弾「РДС-6с」を起爆させた。
1954年9月14日、南ウラル・チカロフスク州のトツコエで4万5千もの兵を動員したトツキー軍事演習も行われている。
1949年以降、ソ連は核兵器の製造と実験を続けてきた:840。核兵器の実装は、世界におけるソ連の地位を誇示し、維持するためにも極めて重要な要素であった。
1954年12月24日、「КБ-11」科学技術評議会は、新たな爆弾の設計を進める計画を承認した。爆弾の技術仕様は1955年2月3日に完成し、「РДС-37」と名付けられた。1955年11月22日、ソ連はセミパラチンスクにて、核実験「РДС-37」を実施した。これは多段型の熱核融合装置であり、上空から投下され、高度1,550メートルで爆発した。近隣の村に住む民間人に対し、予防措置として警告が出されていた。爆発の直後、児童の一人が自宅へ逃げ帰ったが、爆風により建物の屋根が倒壊し、死亡した。その威力は1.6メガトンであり、1949年8月の核実験で使われた原子爆弾のほぼ100倍であった。
1961年7月10日、ニキータ・フルシチョフ(Никита Хрущёв)は、上級兵器の設計者であるアンドレイ・ドミートリエヴィチ・サハロフ(Андрей Дмитриевич Сахаров)に会った際、「100メガトンの威力の爆弾を造る」よう指示を出した。1961年10月30日午前11時32分、ノヴァヤゼムリャ核実験場においてソ連は「ツァーリ・ボンバ」(Царь-бомба)と名付けられた水素爆弾の核実験を実施した。これは上空から投げ落とされ、高度4000メートルで爆発した。爆心地から数百キロメートル離れた地区では、木造住宅が倒壊し、石造りの家の屋根、窓、扉は破壊され、無線通信はほぼ1時間中断された。爆発によって発生した大気の乱れは地球を三周し、巨大なキノコ雲が64キロメートルの高さまで上昇した。
1965年1月15日、セミパラチンスク核実験場でチャガン核実験を実施。これは国家経済のための核爆発（平和的核爆発）の一環で巨大クレーターが生成された。
1993年、ロシアの核物理学者で原子力大臣を務めていたヴィークトル・ニキータヴィチ・ミハイロフは、1986年の時点で「ソ連は45,000発の核弾頭を備蓄していた」と明らかにした。その10年後、ミハイロフは、これらの核弾頭のほぼ半分が解体された趣旨を述べた。1966年の時点で、アメリカは核弾頭を32,040発、ロシアは7,089発保有していた。その後、アメリカは核弾頭の数を徐々に減らしていったが、ロシアはその数を増やした。1986年の時点で、ロシアは45,000発、アメリカは24,401発保有していた。
ハリー・S・トルーマンは、合衆国国家安全保障会議にて、アメリカの冷戦政策について再検討を命じた。1950年の初頭に発行された、大統領に宛てた評議会の報告書の内容は、軍事支出の大幅な増加、水素爆弾の製造と実験の加速を要請するものであった。トルーマンは、10メガトンの破壊力を持つ水素爆弾の開発を認可した。1950年代の初頭、アメリカが水爆開発計画を開始すると、ソ連もそれに追随する形で独自の水爆開発計画を開始し、1953年までにソ連はアメリカに追い付いた。1961年、ジョン・F・ケネディ(John F. Kennedy)が大統領に就任すると、アメリカのミサイル戦力はさらに拡大することになった。1962年10月のキューバ危機において、世界は核戦争の瀬戸際に立たされた。国防長官のロバート・マクナマラ(Robert Mcnamara)は、「相互確証破壊戦略」(Mutually Assured Destruction)を発表した。
ニキータ・フルシチョフは、回顧録の中で以下の記述を残している。
「『かつてケネディ大統領はこう言っていました...アメリカはソ連を二度殲滅できるだけの核ミサイル能力を保持している。ソ連はアメリカを一度だけ殲滅できる原子爆弾を保有している、と』...報道記者が尋ねてきた際、私は冗談めかしてこう答えた。『ああ、ケネディの主張なら知っているし、彼の言っていることは事実だ。別に文句を言いたいわけじゃあない。我々としては、初戦でアメリカを参らせることができて満足しているのだよ。一度で充分さ。一つの国を二度も滅ぼしてどうするのかね？ 我々は血に飢えた民族ではないのだ」
ソ連においては、核の安全性についてはほとんど考慮されていなかった。教訓として公開された事故の報告は無く、放射線の危険性について、ソ連国民は隠蔽されていた:24–25。核実験の際に発生した放射性同位体は放置され、それらは爆発現場の周囲や、風下、下流の地域における空気、水、土壌を汚染した。1991年にロシア政府が発表した記録によれば、1949年から1990年にかけて、ソ連は合計969回の核実験を実施した。ソ連の科学者たちは、環境や公衆衛生への影響をほとんど配慮に入れないまま、核実験を実施した:24。
ロバート・S・ノリス(Robert S. Norris)と、ハンス・M・クリステンセンは、「核兵器を保有している国は、『国家の安全保障において、核兵器は不可欠の存在である』と主張している。これは、近い将来、地球規模で大量の核兵器が備蓄されることとなり、より多くの国が核兵器を欲しがる可能性がある」「世界の核兵器の備蓄量は減っているが、各国に核兵器を完全に放棄するよう説得することは依然として困難な課題であり、核兵器保有国が自分からそうしない限り、おそらく実現不可能なままであろう」と書いた。

### 関連文献
- 市川浩『ソ連核開発全史』ちくま新書、2022年
- アン・ハーゲドーン『スリーパー・エージェント　潜伏工作員』

布施由紀子訳、作品社、2024年。ISBN 978-4-86793-005-2

## 資料
- stalin and the atomic gulag
- Citizen Kurchatov
- Soviet and Nuclear Weapons History
- Cold War: A Brief History
- Kurchatov institute
- German Scientists in the Soviet Atomic Project
- Russian Nuclear Weapons Museum
- On the Soviet Nuclear Scent
- Рой Медведев, Жорес Медведев: Сталин и атомная бомба
- Иллюстративный Материал
- Хронология основных событий истории атомной отрасли СССР и России
- Белый архипелаг
- О создании первой отечественной атомной бомбы